# Der Zigeunerprimas (Operette)
Der Zigeunerprimas ist eine Operette in drei Akten des Komponisten Emmerich Kálmán und der Librettisten Fritz Grünbaum und Julius Wilhelm. Die Uraufführung dieses Theaterstücks fand am 11. Oktober 1912 im Johann Strauß-Theater in Wien statt.

## Handlung

### 1. Akt – Eine ungarische Bauernstube
Um den bekannten Geiger Pali, der auch als Zigeunerprimas bekannt wurde, ist es ruhig geworden. Er hat drei Ehen hinter sich und daraus 16 Kinder. Die Anzahl seiner unehelichen Kinder ist unbekannt. Zur Zeit unterrichtete er einige seiner Kinder auf der Geige. Heimlich plant er eine weitere Ehe mit seiner Nichte Juliska. Diese allerdings liebt schon Laczi, einen Sohn Palis. Das Verhältnis zwischen Vater und Sohn ist auch ohne diesen Konflikt spannungsgeladen. Der Sohn, der wie der Vater musikalisch hochbegabt ist, studierte in Paris Musik. Dort lernte er musikalische Formen und Werke kennen von denen sein Vater keine Ahnung hat. Dieser Gegensatz spiegelt sich auch im musikalischen Auftreten der beiden wider. Während der Vater die ihm altvertraute Zigeunermusik spielt und liebt, spielt der Sohn Werke klassischer Meister aber auch modernere Stücke. Aus diesem Gegensatz heraus haben sich Vater und Sohn entzweit. Als Pali ein Angebot als erster Geiger in Paris angeboten wird lehnt er zunächst ab, auch weil er Paris mit einer früheren unglücklichen Liebe verbindet. Als er aber hört, dass nach seiner (Palis) Absage Laczi den Posten erhalten soll nimmt er das Angebot doch an.

### 2. Akt – Festsaal im Palais Irini, Paris
Palis spielt auf dem Fest des Grafen Irini. Dabei stellt er überraschend und verärgert fest, dass der Dirigent der gräflichen Hauskapelle sein ungeliebter Sohn Laczi ist. Unter den Gästen ist auch Juliska, mit der sich Pali unmittelbar nach dem Fest verloben möchte. Mit diesem Plan ist er aber nicht allein. Auch der Gastgeber, Graf Irini, trägt sich mit solchen Gedanken. Juliska aber ist weder von dem einen noch von dem anderen Heiratskandidaten begeistert, da sie in Laczi verliebt ist. Musikalisch nimmt der Abend für Pali einen enttäuschenden Verlauf. Er spielt voller Hingebung seine geliebten alten Zigeunerweisen und muss mit Entsetzen zur Kenntnis nehmen, dass diese Musik beim Publikum überhaupt nicht ankommt. Stattdessen werden das gräfliche Orchester und sein Sohn Laczi für ihre moderne Musik gefeiert.

### 3. Akt – Boudoir im Palais Irini, Paris
Nach dieser Enttäuschung zieht sich Pali in sein Zimmer zurück. Auch seine Pläne hinsichtlich einer Ehe mit Juliska sind geplatzt. In der Großmutter des Grafen erkennt Pali seine einstige unglückliche Liebe aus längst vergangenen Tagen. Diese vermittelt zwischen den zerstrittenen Parteien und schließlich kommt es zur Verlobung zwischen Laczi und Juliska. Gleichzeitig verlobt sich Graf Irini mit Sari der Tochter Palis. Dieser sieht ein, dass seine Musik veraltet und nicht mehr gewünscht ist. Er erkennt die Fähigkeiten seines Sohnes Laczi nun an und versöhnt sich mit ihm. Gleichzeitig wirft er seine Geige in das Feuer seines Kamins, um damit symbolisch das Ende seiner musikalisch aktiven Zeit zu demonstrieren.

## Musiknummern
Die Operette enthält u. a. folgende Musiktitel.  Hinzu kommen noch einige Szenen und Finali.
Ouverture
Lied: Wie weit ist es mit mir gekommen
Lied: Auf dem goldenen Throne
Duett: Laut dringt der fromme Chor
Terzett: Und wenn mir einer tausend Francs bezahlt
Chor: Stolz wie ein Held bezwingst du die Welt
Duett: Bist plötzlich durchgegangen
Lied: Mein alter Stradivari
Duett: Halt mich Liebster
Quartett: Vive le Roi
Duett: Ich tu das Meinige, tu du das Deinige
Marschterzett: Tief in unserem lieben Vaterland

## Tondokumente
- 1949: Nordwestdeutscher Rundfunk – Franz Marszalek
Josef Metternich (Racz Pali); Julius Katona (Laczi); Annemarie Jürgens (Sari); Liselotte Losch (Juliska); Willy Hofmann (Graf Gaston Irini)
Line Music Service 5.00679 (2 CD)

- 1957: Bayerischer Rundfunk – Werner Schmidt-Boelcke
Erich Kunz (Racz Pali); Rudolf Christ (Laczi, hier: Joczi); Liselotte Schmidt (Sari); Elfie Mayerhofer (Juliska); Kurt Wehofschitz (Graf Gaston Irini); Lina Carstens (Gräfin Irini, seine Großmutter)
Line Music Service 5.01294 (2 CD)

- 2005: Bayerischer Rundfunk – Claus Peter Flor
Wolfgang Bankl (Racz Pali); Roberto Saccà (Laczi); Gabriele Rossmanith (Sari); Edith Lienbacher (Juliska); Zoran Todorovich (Graf Gaston Irini); Sunnyi Melles (Sprecherin). Diese CD wurde vom Label CPO herausgebracht.
cpo 777 058-2 (2 CD)

## Weblink
- Der Zigeunerprimas im Operetten-Lexikon